# Jimmy Valmer
James «Jimmy» Valmer (antes Jimmy Swanson) es un personaje ficticio de la serie South Park.
Jimmy es un personaje que disfruta contándole chistes a la gente, casi siempre añadiendo la coletilla «que público más maravilloso».
Es uno de los pocos estudiantes de su escuela que ya ha perdido la virginidad, esto lo hizo en el episodio El día de la erección" en el que padecía continuas erecciones, lo cual le producía mucha vergüenza. Esto lo solucionó cuando sus amigos (Stan, Kyle, Cartman y Kenny) le sugirieron tener relaciones sexuales con una prostituta. También afirma «haber probado éxtasis una vez». En España es doblado por Chelo Molina.

## Biografía
en el episodio "Inválidos locos" se afirma que, Al igual que Timmy Burch, es discapacitado, pero usa muletas para caminar y es capaz de hablar con la gente, a pesar de un ligero problema de tartamudeo. Jimmy usa principalmente muletas como sustituto de sus piernas, aunque a veces incluso como extensiones adicionales (convertidas en armas) para sus brazos. Jimmy prefiere que lo llamen "discapacitado".